# Liste der Naturdenkmale in Odernheim am Glan
Die Liste der Naturdenkmale in Odernheim am Glan nennt die im Gemeindegebiet von Odernheim am Glan ausgewiesenen Naturdenkmale (Stand 7. März 2024).

## Naturdenkmale
| Nr.         | Bezeichnung         | Lage                                                   | Beschreibung                    | Bild                          |
| ----------- | ------------------- | ------------------------------------------------------ | ------------------------------- | ----------------------------- |
| ND-7133-426 | Dicke Eiche         | nördlich des Ortes und westlich der Klosterruine Lage  | Quercus sp.                     | Fotos hochladen               |
| ND-7133-427 | Disiboduseiche      | nördlich des Ortes und innerhalb der Klosterruine Lage | Quercus sp.                     | mehr Fotos \| Fotos hochladen |
| ND-7133-432 | Zwei Bergahornbäume | Lettweiler Straße, auf dem Friedhof Lage               | Acer pseudoplatanus, zwei Bäume | Fotos hochladen               |

## Ehemalige Naturdenkmale
| Nr. | Bezeichnung      | Lage                                          | Beschreibung                                                       | Bild                                    |
| --- | ---------------- | --------------------------------------------- | ------------------------------------------------------------------ | --------------------------------------- |
|     | Unterm Hasenkopf | südlich des Ortes; Flur Unterm Hasenkopf Lage | flächenhaftes Naturdenkmal; einstweilige Sicherstellung aufgehoben | Direkt Bild zu diesem Denkmal hochladen |